# Monument Selamat Datang

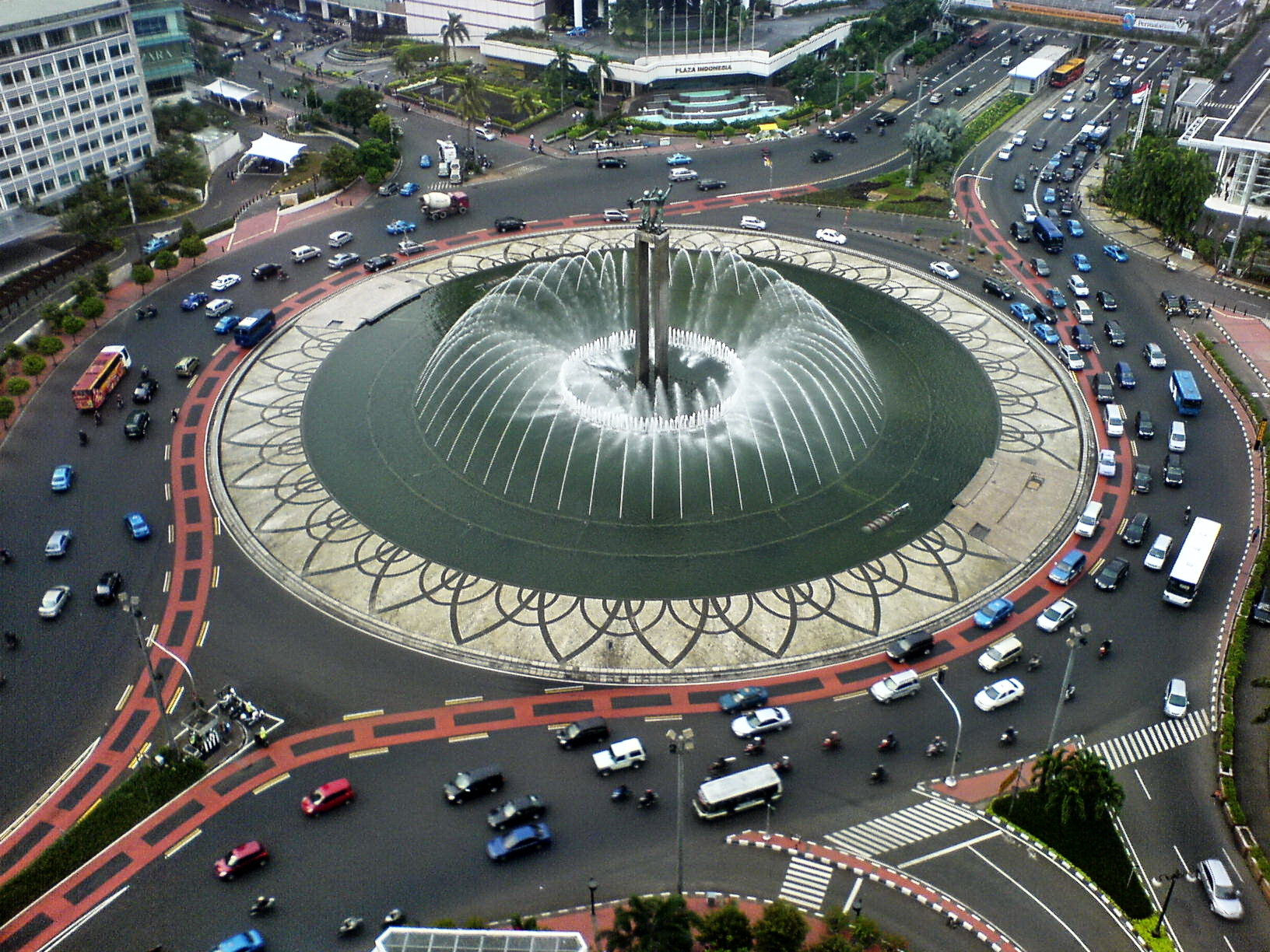
Le monument Selamat Datang.

Le monument Selamat Datang (« bienvenue » en indonésien)  est situé à Tanah Abang, Jakarta-Centre. Créé par le sculpteur Edhi Sunarso, il s'agit de l'un des points de vue historique de la capitale indonésienne.